# Oxytropis carduchorum
Oxytropis carduchorum là một loài thực vật có hoa trong họ Đậu. Loài này được Hedge miêu tả khoa học đầu tiên.